# روث روش
روث روش (بالإنجليزية: Ruth Roche)‏ بارونة بريطانية (ولدت في لندن يوم 2 أكتوبر من العام 1908) هي جدة ديانا أميرة ويلز وكذلك كانت صديقة الملكة الأم إليزابيث باوز ليون